# Circuit de Lorraine 2009
Il Circuit de Lorraine 2009, quarantanovesima edizione della corsa, si svolse dal 20 al 24 maggio 2009 su un percorso di 826 km ripartiti in 5 tappe, con partenza a Metz e arrivo a Hayange. Fu vinto dall'italiano Matteo Carrara della Vacansoleil Pro Cycling Team davanti al francese Maxime Mederel e al portoghese José Mendes.

## Tappe
| Tappa  | Data      | Percorso                      | km    | Vincitore di tappa | Leader cl. generale |
| ------ | --------- | ----------------------------- | ----- | ------------------ | ------------------- |
| 1ª     | 20 maggio | Metz > Longwy                 | 153   | Manuel Cardoso     | Manuel Cardoso      |
| 2ª     | 21 maggio | Briey > Commercy              | 162,5 | Yauheni Hutarovich | Manuel Cardoso      |
| 3ª     | 22 maggio | Pagny-sur-Moselle > La Bresse | 198   | Rubén Plaza        | Matteo Carrara      |
| 4ª     | 23 maggio | Bruyères > Forbach            | 147,5 | Michel Kreder      | Matteo Carrara      |
| 5ª     | 24 maggio | Rombas > Hayange              | 165   | Sébastien Joly     | Matteo Carrara      |
| Totale | Totale    | Totale                        | 826   |                    |                     |

## Dettagli delle tappe

### 1ª tappa
- 20 maggio: Metz > Longwy – 153 km

| Pos. | Corridore      | Squadra      | Tempo    |
| ---- | -------------- | ------------ | -------- |
| 1    | Manuel Cardoso | Liberty Seg. | 3h29'12" |
| 2    | Martin Elmiger | AG2R         | s.t.     |
| 3    | Anthony Roux   | FDJ          | s.t.     |

| Pos. | Corridore      | Squadra      | Tempo    |
| ---- | -------------- | ------------ | -------- |
| 1    | Manuel Cardoso | Liberty Seg. | 3h29'12" |
| 2    | Martin Elmiger | AG2R         | a 4"     |
| 3    | Anthony Roux   | FDJ          | a 6"     |

### 2ª tappa
- 21 maggio: Briey > Commercy – 162,5 km

| Pos. | Corridore          | Squadra       | Tempo    |
| ---- | ------------------ | ------------- | -------- |
| 1    | Yauheni Hutarovich | FDJ           | 4h00'44" |
| 2    | Mattia Gavazzi     | Diquigiovanni | s.t.     |
| 3    | Sébastien Turgot   | Bouygues      | s.t.     |

| Pos. | Corridore      | Squadra      | Tempo    |
| ---- | -------------- | ------------ | -------- |
| 1    | Manuel Cardoso | Liberty Seg. | 7h29'46" |
| 2    | Martin Elmiger | AG2R         | a 4"     |
| 3    | Anthony Roux   | FDJ          | a 6"     |

### 3ª tappa
- 22 maggio: Pagny-sur-Moselle > La Bresse – 198 km

| Pos. | Corridore      | Squadra      | Tempo    |
| ---- | -------------- | ------------ | -------- |
| 1    | Rubén Plaza    | Liberty Seg. | 4h27'58" |
| 2    | Matteo Carrara | Vacansoleil  | s.t.     |
| 3    | Maxime Mederel | Auber '93    | a 2"     |

| Pos. | Corridore      | Squadra      | Tempo     |
| ---- | -------------- | ------------ | --------- |
| 1    | Matteo Carrara | Vacansoleil  | 11h57'48" |
| 2    | Maxime Mederel | Auber '93    | a 2"      |
| 3    | José Mendes    | Liberty Seg. | a 6"      |

### 4ª tappa
- 23 maggio: Bruyères > Forbach – 147,5 km

| Pos. | Corridore     | Squadra     | Tempo    |
| ---- | ------------- | ----------- | -------- |
| 1    | Michel Kreder | Rabobank CT | 3h27'11" |
| 2    | Tony Gallopin | Auber '93   | s.t.     |
| 3    | Lilian Jégou  | Bretagne    | s.t.     |

| Pos. | Corridore      | Squadra      | Tempo     |
| ---- | -------------- | ------------ | --------- |
| 1    | Matteo Carrara | Vacansoleil  | 15h25'24" |
| 2    | Maxime Mederel | Auber '93    | a 4"      |
| 3    | José Mendes    | Liberty Seg. | a 8"      |

### 5ª tappa
- 24 maggio: Rombas > Hayange – 165 km

| Pos. | Corridore      | Squadra    | Tempo    |
| ---- | -------------- | ---------- | -------- |
| 1    | Sébastien Joly | FDJ        | 3h37'51" |
| 2    | Cyril Gautier  | Bouygues   | a 2"     |
| 3    | Jan Bakelants  | Vlaanderen | s.t.     |

| Pos. | Corridore      | Squadra      | Tempo     |
| ---- | -------------- | ------------ | --------- |
| 1    | Matteo Carrara | Vacansoleil  | 19h03'23" |
| 2    | Maxime Mederel | Auber '93    | a 1"      |
| 3    | José Mendes    | Liberty Seg. | a 8"      |

## Classifiche finali

### Classifica generale
| Pos. | Corridore      | Squadra       | Tempo     |
| ---- | -------------- | ------------- | --------- |
| 1    | Matteo Carrara | Vacansoleil   | 19h03'23" |
| 2    | Maxime Mederel | Auber '93     | a 1"      |
| 3    | José Mendes    | Liberty Seg.  | a 8"      |
| 4    | Rubén Plaza    | Liberty Seg.  | a 11"     |
| 5    | Martin Elmiger | AG2R          | a 26"     |
| 6    | Sébastien Joly | FDJ           | a 27"     |
| 7    | Anthony Roux   | FDJ           | a 28"     |
| 8    | Bert De Waele  | Landbouwkred. | a 32"     |
| 9    | Cyril Gautier  | Bouygues Tél. | a 33"     |
| 10   | Michel Kreder  | Rabobank CT   | a 36"     |